# Liste des musées du Berkshire
Cette liste des musées du Berkshire, en Angleterre contient des musées qui sont définis dans ce contexte comme des institutions (y compris des organismes sans but lucratif, des entités gouvernementales et des entreprises privées) qui recueillent et soignent des objets d'intérêt culturel, artistique, scientifique ou historique. leurs collections ou expositions connexes disponibles pour la consultation publique. Sont également inclus les galeries d'art à but non lucratif et les galeries d'art universitaires. Les musées virtuels ne sont pas inclus.

## Musées
| Nom                                 | Image | Ville/Cité       | Type               | Résume |
| ----------------------------------- | ----- | ---------------- | ------------------ | --- |
| Basildon Park                       |       | Basildon         | Maison historique  | Exploité par le National Trust, manoir géorgien du XVIIIe siècle avec parc et jardins.                                                                                     |
| Berkshire Medical Heritage Centre   |       | Reading          | Médical            | Dans le bâtiment de blanchisserie construit en 1881 du Royal Berkshire Hospital                                                                                            |
| Cole Museum of Zoology              |       | Reading          | Histoire naturelle | Partie de l'université de Reading, diversité du règne animal |
| Eton College Natural History Museum |       | Eton             | Histoire naturelle | Partie du collège d'Eton, animaux naturalisés, fossiles, poissons |
| Frogmore House                      |       | Windsor          | Maison historique  | Résidence royale |
| Look Out Discovery Centre           |       | Bracknell        | Science            | website, science et la nature des expositions |
| Maidenhead Heritage Centre          |       | Maidenhead       | Local              | Histoire local, culture |
| Museum of Berkshire Aviation        |       | Woodley          | Aviation           | fabrication d'aéronefs |
| Museum of English Rural Life        |       | Reading          | Agriculture        | partie de Université de Reading, histoire rural, l'artisanat, l'agriculture                                                                                                |
| Museum of Eton Life                 |       | Eton             | Education          | Une partie de collège d'Eton, l'histoire de l'école, les traditions et les diplômés                                                                                        |
| Museum of Reading                   |       | Reading          | Multiple           | Histoire locale, culture, art, artefacts romains |
| REME Museum of Technology           |       | Arborfield Cross | Militaire          | Artefacts technologiques utilisées par les Royal Electrical and Mechanical Engineers y compris les équipements de communication, les ordinateurs, les véhicules, les armes |
| Riverside Museum at Blake's Lock    |       | Reading          | Multiple           | Machinerie, la vie gitane, art, moulin |
| Shaw House                          |       | Shaw             | Maison historique  | Maison datant de l’époque élisabéthaine |
| Slough Museum                       |       | Slough           | Local              | Histoire locale, culture |
| South Hill Park Arts Centre         |       | Birch Hill       | Art                | |
| Stanley Spencer Gallery             |       | Cookham          | Art                | Œuvres du peintre anglais Stanley Spencer |
| Thames Valley Police Museum         |       | Sulhamstead      | Police             | Ouvert sur rendez-vous |
| Ure Museum of Greek Archaeology     |       | Reading          | Archéologie        | Partie de l'université de Reading, céramique et poterie grecques et étrusques, artefacts égyptiens                                                                         |
| West Berkshire Museum               |       | Newbury          | Local              | Histoire locale, culture |
| Windsor and Royal Borough Museum    |       | Windsor          | Local              | Histoire locale, culture, ancienne collection du Royal Borough Museum |
| Château de Windsor                  |       | Windsor          | Maison historique  | L'une des résidences officielles du monarque britannique, comprend une importante collection d'art                                                                         |